# Hylaeus brasiliensis
Hylaeus brasiliensis là một loài Hymenoptera trong họ Colletidae. Loài này được Schrottky mô tả khoa học năm 1910.